# Měsíček (rod)
Měsíček (Calendula) je rod jednoletých a vytrvalých bylin z čeledi hvězdnicovité, jež jsou původem z jihu Evropy, kde roste divoce asi 20 druhů. Měsíčky rostou divoce i v jihozápadní Asii, v Makaronésii, v západní Evropě a v oblasti Středozemního moře.
Nejvíc pěstovaným a využívaným druhem tohoto rodu je měsíček lékařský (Calendula officinalis), který se v zahradách pěstuje již od středověku.

## Popis
Jednoleté rostliny jsou asi 60 cm vysoké byliny s bohatě větvenými lodyhami a podlouhlými listy. Úbory květů mají žlutou nebo oranžovou barvu.

## Použití
Měsíčky se odedávna používaly v gastronomii a v tradičním lékařství. Jejich okvětní lístky jsou totiž jedlé a mohou se použít buď čerstvé do salátů, nebo sušené – tradičně třeba pro barvení sýrů nebo jako náhražka šafránu.
Měsíčkové masti sloužily k léčení drobných poranění a popálenin.
Z květů se dříve získávalo žluté barvivo.

## Podřízené druhy
- Calendula arvensis (Vaill.) L. – měsíček rolní
- Calendula bicolor Rat. – měsíček dvoubarvý
- Calendula eckerleinii Ohle
- Calendula incana Willd.
- Calendula lanzae Maire
- Calendula maritima Guss.
- Calendula maroccana (Ball) Ball
- Calendula meuselii Ohle
- Calendula officinalis L. – měsíček lékařský
- Calendula pachysperma  Zohary
- Calendula palaestina Boiss.
- Calendula stellata Cav.
- Calendula suffruticosa Vahl
- Calendula tripterocarpa Rupr.

## Galerie

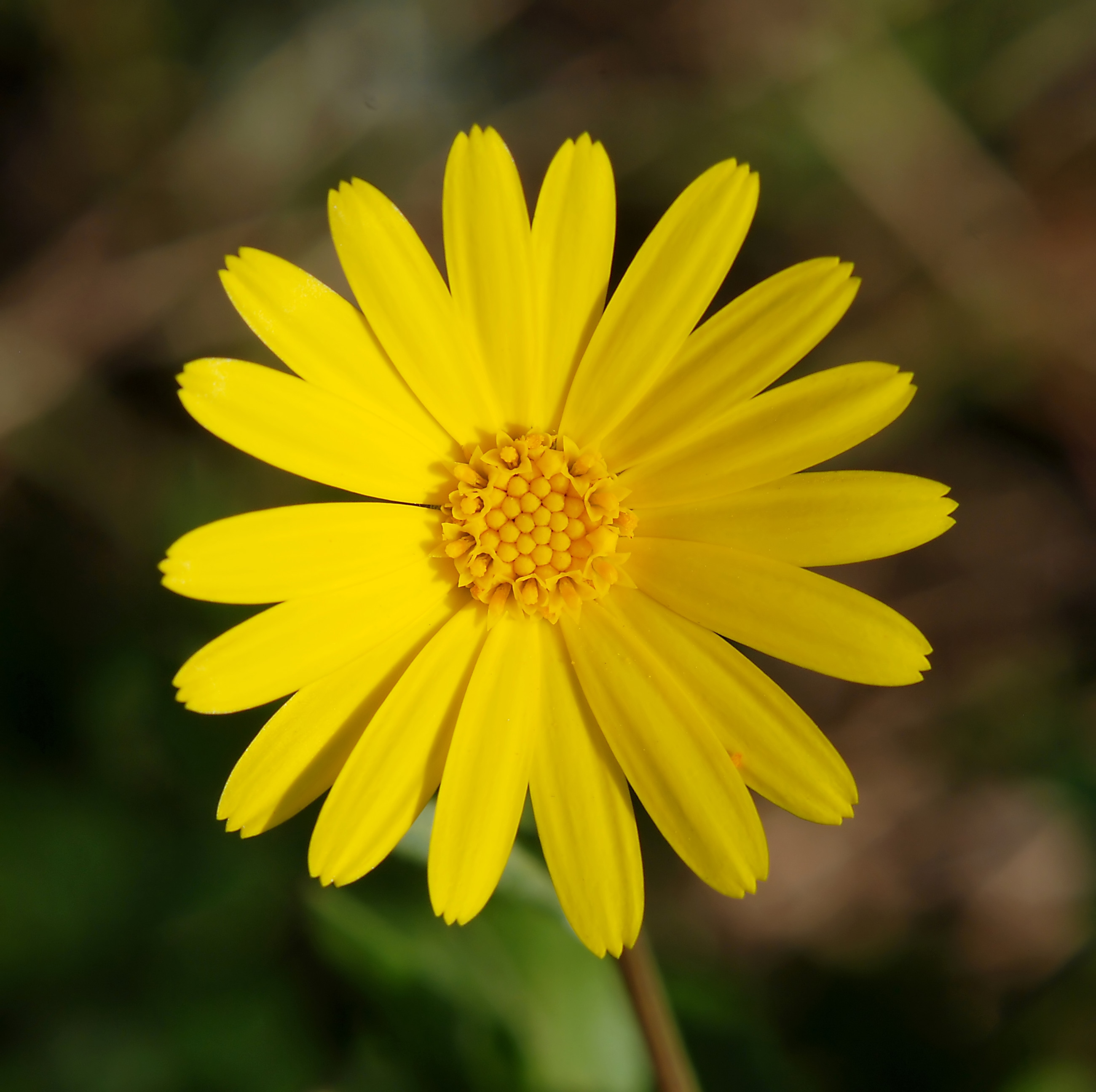
Měsíček rolní (Calendula arvensis)
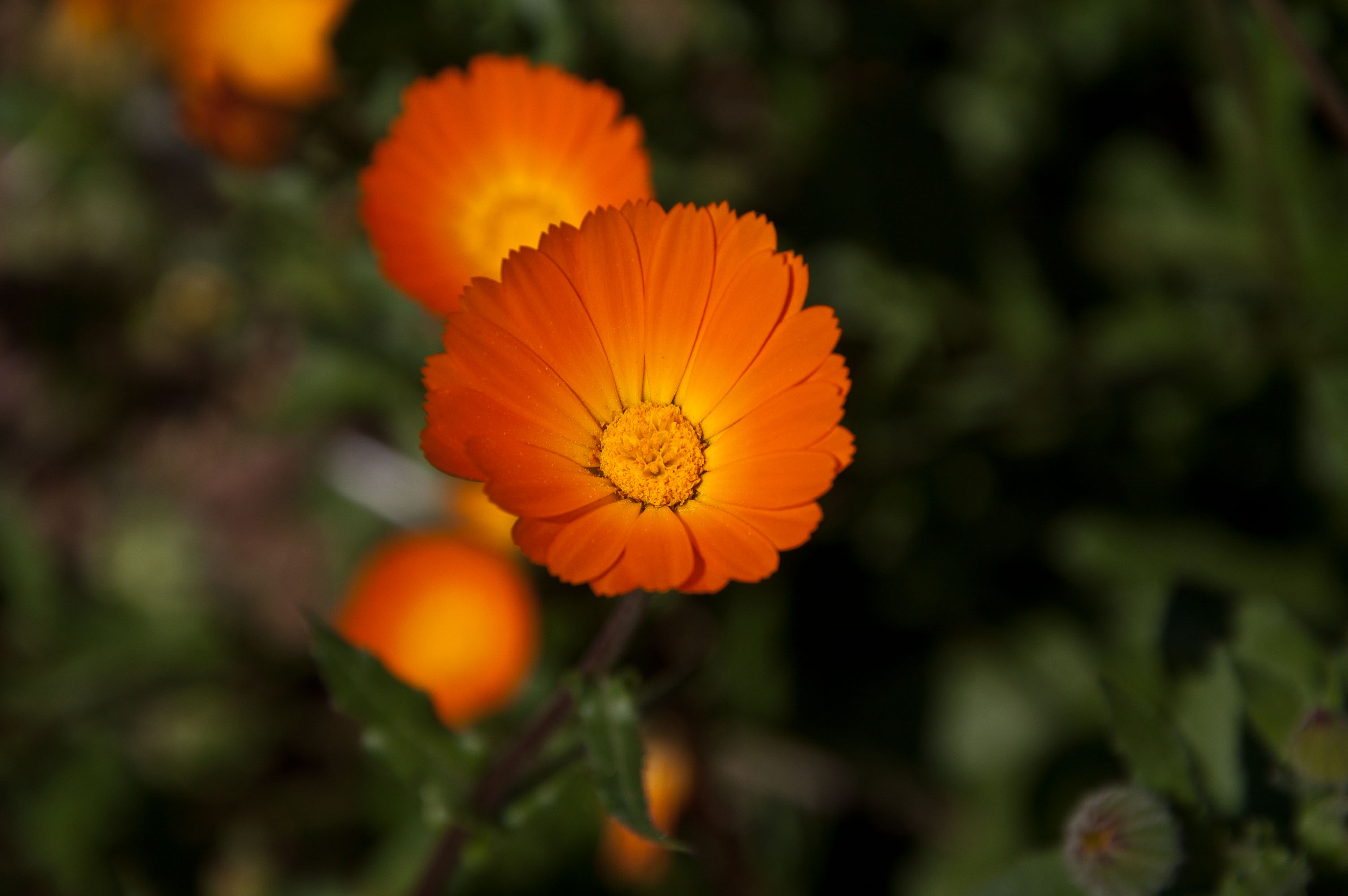
Calendula suffruticosa ssp. fulgida
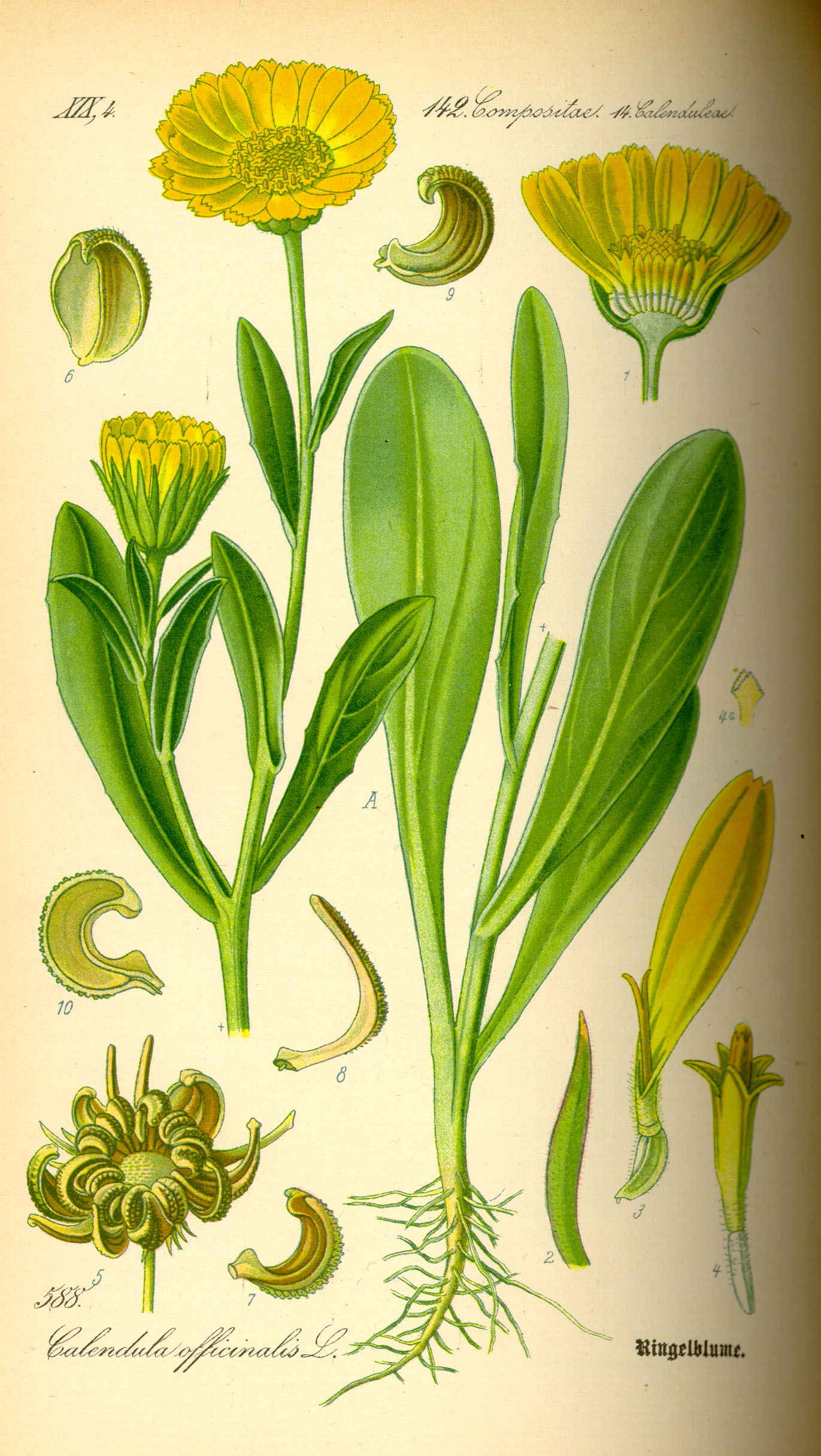
Měsíček lékařský z Flora von Deutschland, Österreich und der Schweiz, Thomé 1885
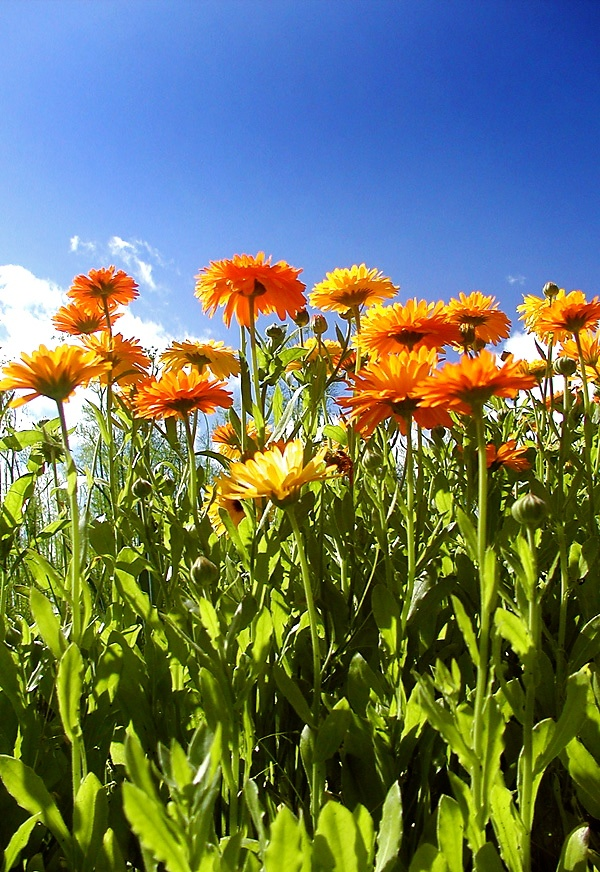
Měsíček lékařský
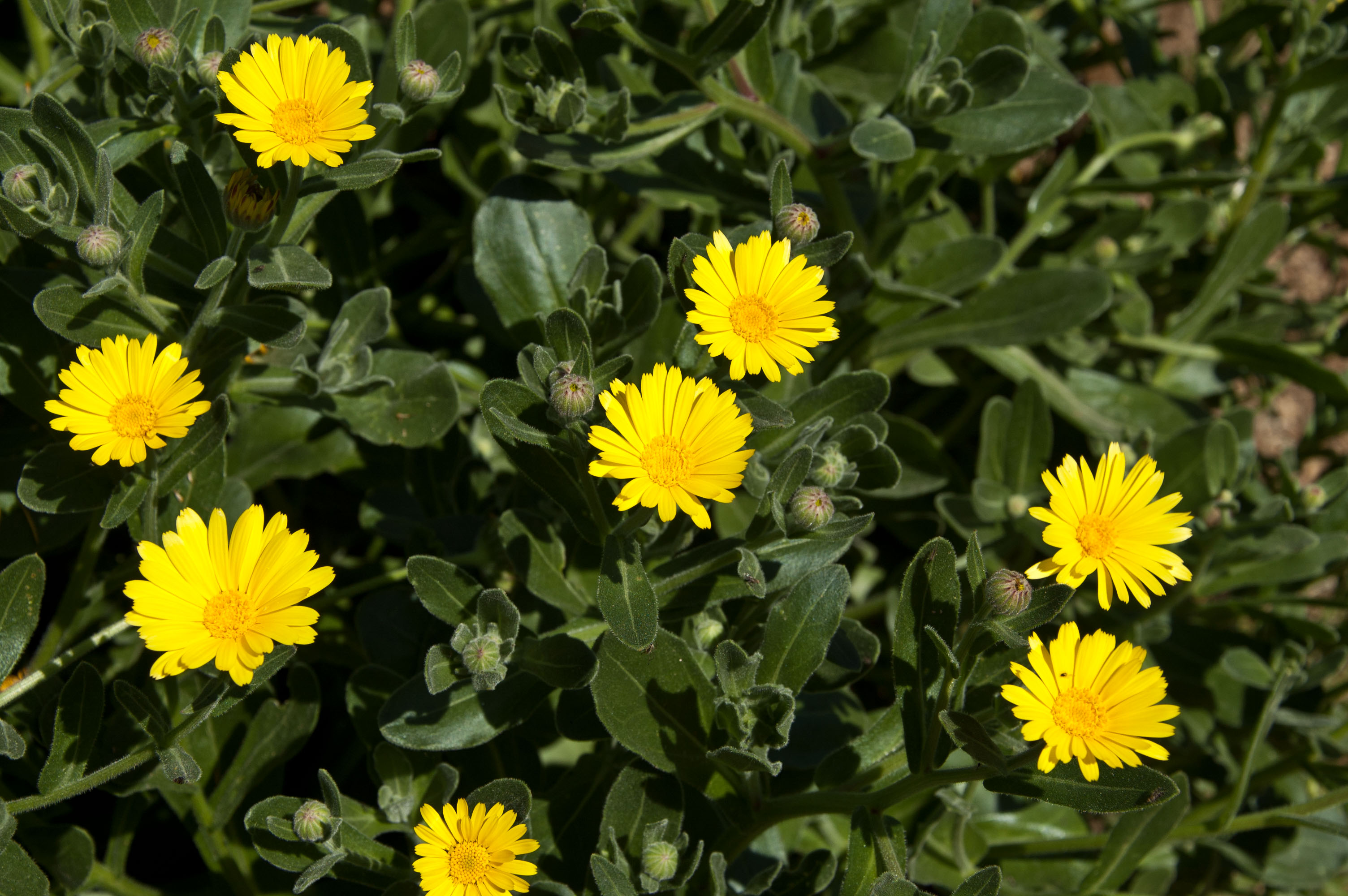
Ohrožená Calendula maritima
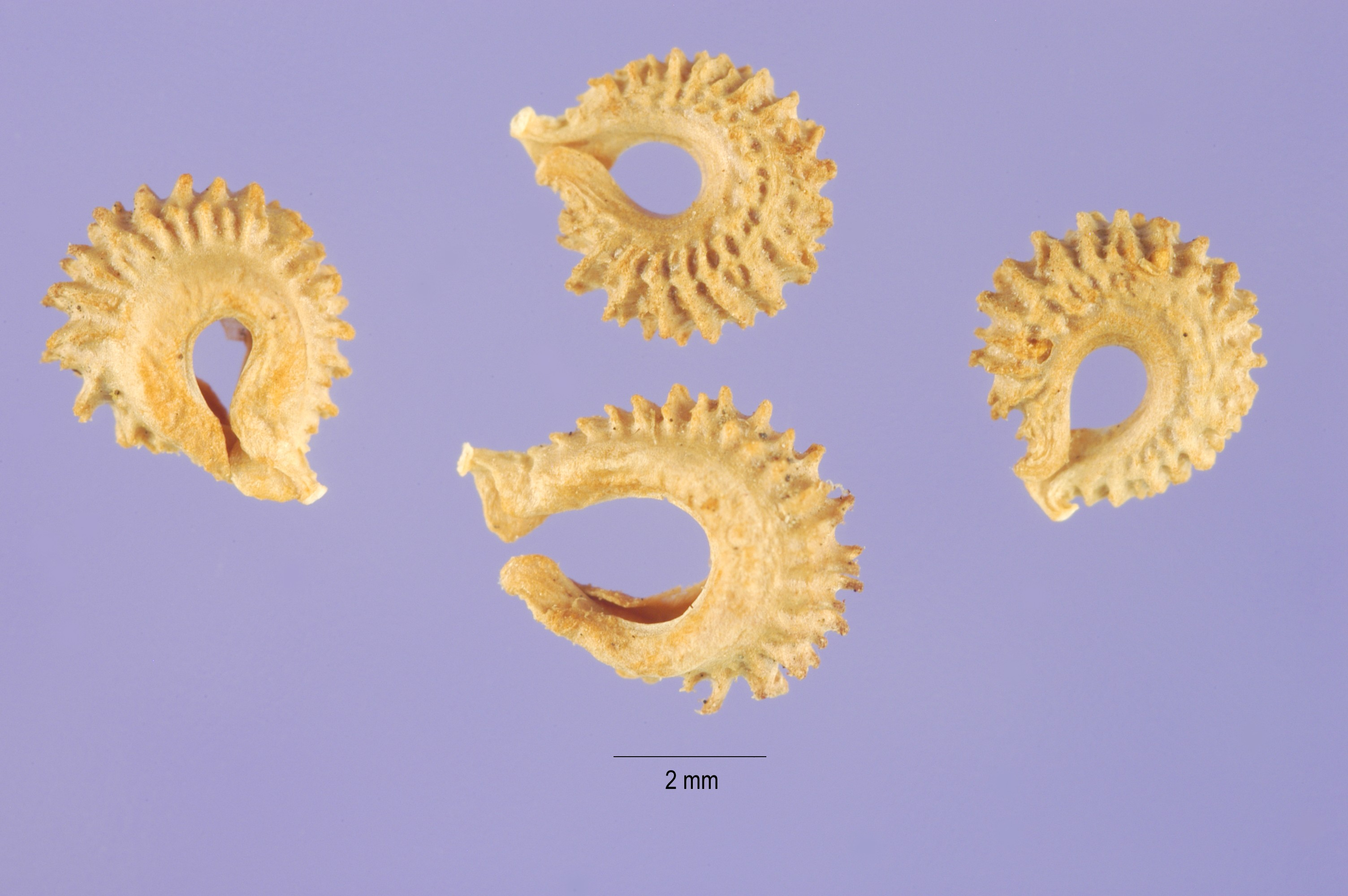
Semena měsíčku rolního
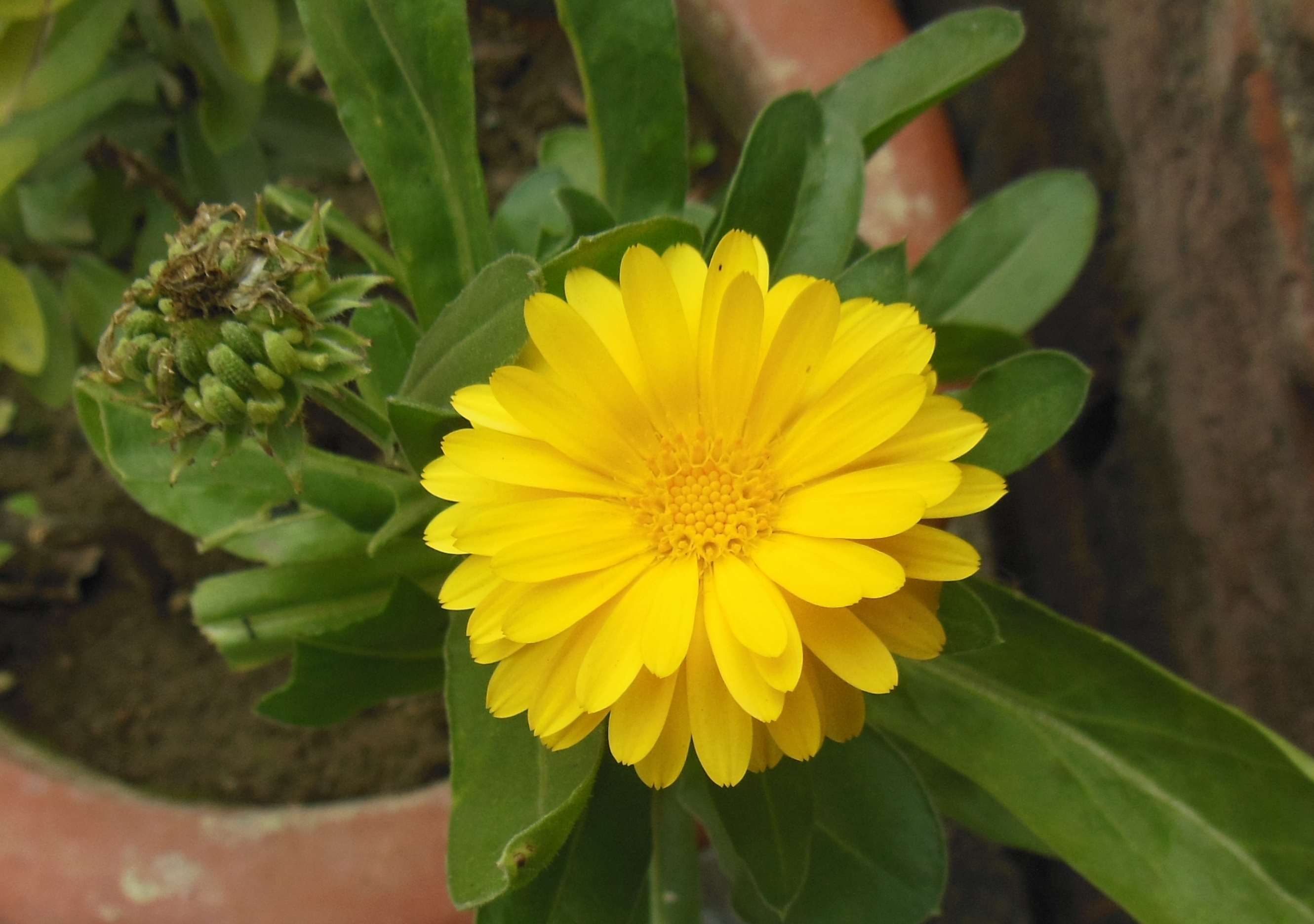
Měsíček rolní v plném květu